# Hou Han su
A Hou Han su (Hou Han shu) (szó szerint: A kései Han(-dinasztia) könyve) a Keleti Han-dinasztia, az i. sz. 6-tól 189-ig terjedő időszakának történelmét tárgyalja. A huszonnégy hivatalos történeti mű sorában ez a harmadik. Szerzője Fan Je (Fan Ye) (i.sz. 398–445), aki a Liu Szung (Song) dinasztia uralkodása idején állította össze. Fan Je (Fan Ye) számos korábbi művet is felhasznált Hou Han su (Hou Han shu) megírásához, például Sze-ma Csien (Sima Qian) művét, A történetíró feljegyzéseit és Pan Ku (Ban Gu) Han shuját, amely a Korai vagy Nyugati Han-dinasztia történelmét tárgyalja. Ezenkívül bőven merített a kortárs történetírók írásaiból és utazók beszámolóiból is. A legtöbb forrás eredetije nem maradt épségben, így a mű abból a szempontból is jelentős, hogy továbbörökítette az elveszett információkat.

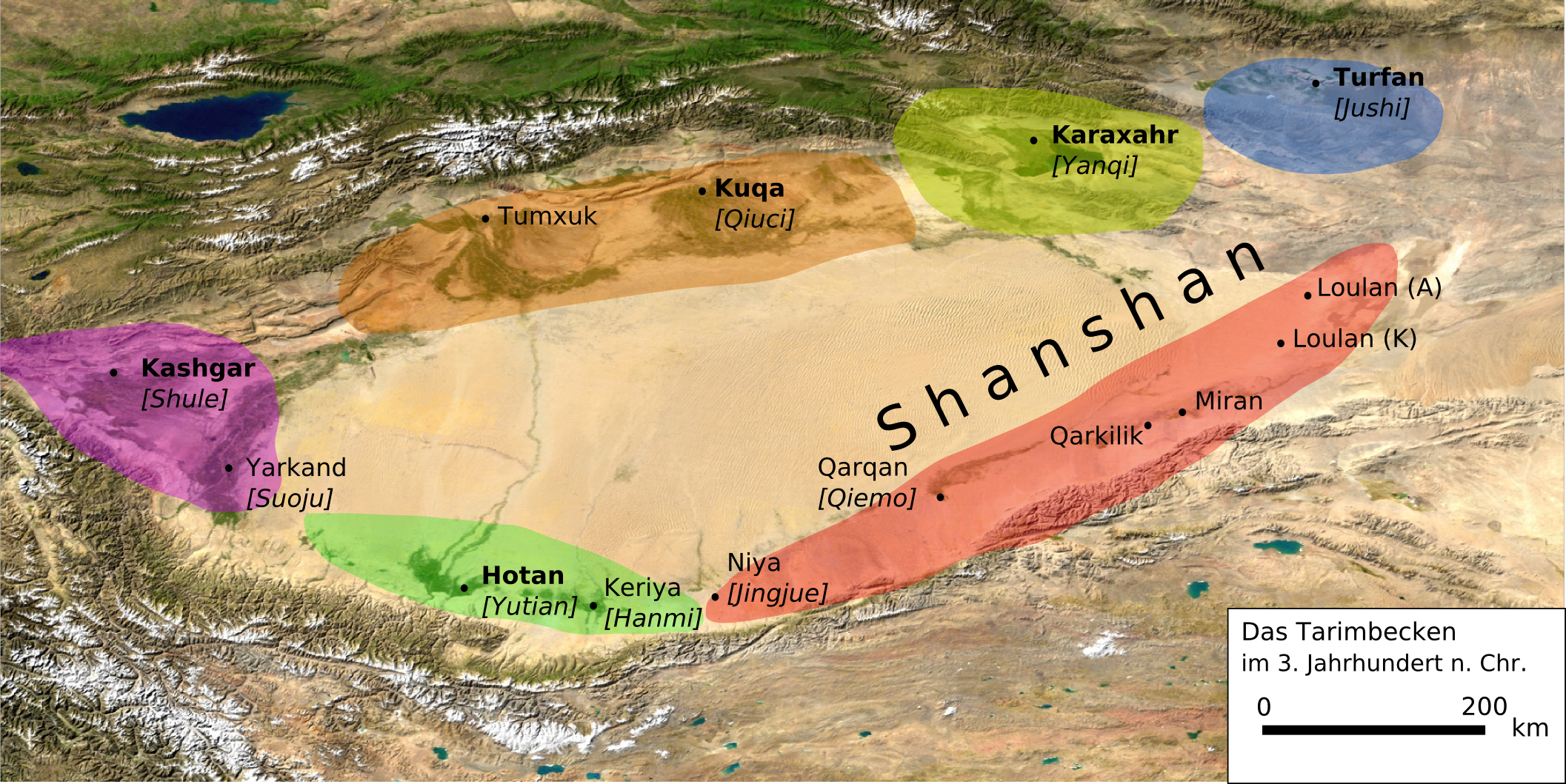
Nyugati régió a Hou Han su (Hou Han shu) alapján

A mű felépítését tekintve több részre osztható tartalma és keletkezésének figyelembevétele mellett. Az első 10 fejezet egy évkönyv jellegzetességű leírás, amely elsősorban a Han dinasztia uralkodóinak életeseményeit foglalja össze. A Han dinasztia uralkodását Vang Mang (Wang Mang) 王莽 hatalomra jutása törte félbe [i. sz. 9-24], amikor uralkodása alatt megalapította a Hszin (Xin)-dinasztiát 新. Az őt követő Kései Han császárok évszámairól olvashatunk a Hou Han su (Hou Han shu)ban.
A következő 80 fejezet (11-90.) az uralkodó császárok életrajzai, valamint a korukban zajló csatározások leírásai. A leírások több részlettel is szolgálnak olyan dicső hadvezérek, tábori parancsnokok hadműveleteiről is, mint például Pan Csao (Ban Chao), aki több nyugati tartományt is a Han császárok ellenőrzése alá tudott vonni.
Magyar vonatkozásban különösen érdekes a 88. fejezet (Nyugati tartományok), mely a Han birodalomtól nyugatra eső, főleg a Tarim-medence és az attól távolabbi törzseket, királyságokat írja le, azok háborúit, köztük a hsziung-nu (xiongnu) törzsekkel folytatott küzdelmeket. A hsziung-nu (xiongnu) törzsek egy nagyobb csoportját tartják az Európában a 3. század vége felé megjelenő Hun csapatok őseinek. Szintén érdekessége, hogy egyes fejezetei leírásokat közöl a Római birodalomról (Ta Csin (Da Qin)), Egyiptomról (Hajhszi (Haixi)), valamint a Pártus birodalmon (Anhszi (Anxi)) és Mezopotámián (Tiaocse (Tiaozhi)) keresztülhaladó Selyemútvonalakról. A 89. fejezet további leírásokat közöl a hsziung-nu (xiongnu)k déli törzseiről, illetve azok beolvadásáról a Han birodalomba.